# 淵野透益
淵野透益（1937年 - 1989年）は日本の撮影技師。萬屋錦之介主演のテレビ作品や特撮作品等にかかわっていた。

## 主な関係作品

### テレビドラマ
- 帰ってきたウルトラマン
- 仮面ライダー
- 人造人間キカイダー
- Gメン75
- 私は負けない! ガンと闘う少女
- 俺たちの旅
- 俺たちの祭
- 子連れ狼
- 長崎犯科帳
- 鬼平犯科帳（萬屋錦之介版）
- 柳生新陰流
- 半七捕物帳
- 梅安乱れ雲

### 映画
- Ｂ.スクランブル
- 英霊たちの応援歌
- アサンテ サーナ

| スタブアイコン | サブスタブ | この項目は、まだ閲覧者の調べものの参照としては役立たない、人物に関連した書きかけの項目です。この項目を加筆・訂正などしてくださる協力者を求めています（P:人物伝/PJ:人物伝）。 |

| スタブアイコン | サブスタブ | この項目は、まだ閲覧者の調べものの参照としては役立たない、テレビ番組に関連した書きかけの項目です。この項目を加筆・訂正などしてくださる協力者を求めています（P:テレビ/PJ:放送または配信の番組）。 |